# Shaheed Minar (Dhaka)

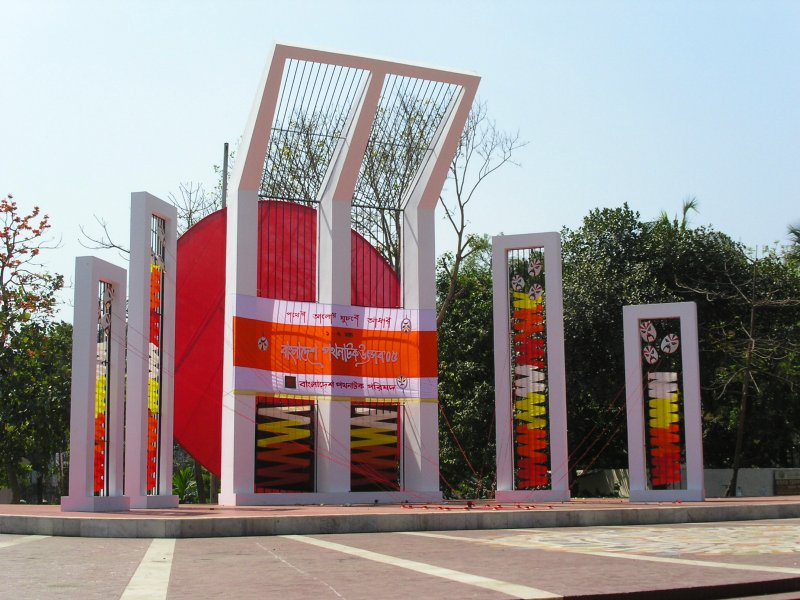
Shaheed Minar in Dhaka

Das Shaheed Minar (bengalisch শহীদ মিনার śahīd minār) ist ein nationales Denkmal in Dhaka. Das Monument erinnert an die bangladeschischen Studenten, die im Rahmen der Bewegung für die Anerkennung des Bengalischen als Staatssprache in Pakistan bei Demonstrationen im Februar 1952 ihr Leben ließen.

## Historischer Hintergrund
Im Jahr 1952 beschloss das Regime des damaligen Pakistans die Erhebung von Urdu zur alleinigen Amtssprache, obwohl es nur für 3 % der Bevölkerung Muttersprache war. In Ostpakistan wurde sogar fast ausschließlich Bengalisch gesprochen. Bei Protesten in Dhaka am 21. Februar schoss die Polizei auf Demonstranten; es gab Tote.
Die fortwährende sprachliche und kulturelle Unterdrückung Ostpakistans von Westpakistan führte schließlich 1971 zur Abspaltung und zur Gründung von Bangladesch. Der 21. Februar wird dort seitdem als Tag der Märtyrer begangen. Auf Antrag von Bangladesch wurde dieser Tag dann im November 1999 durch die UNESCO zum Internationalen Tag der Muttersprache erhoben. Am 16. Mai 2007 proklamierte die Generalversammlung der Vereinten Nationen außerdem das Jahr 2008 zum Internationalen Jahr der Sprachen.

## Bildergalerie

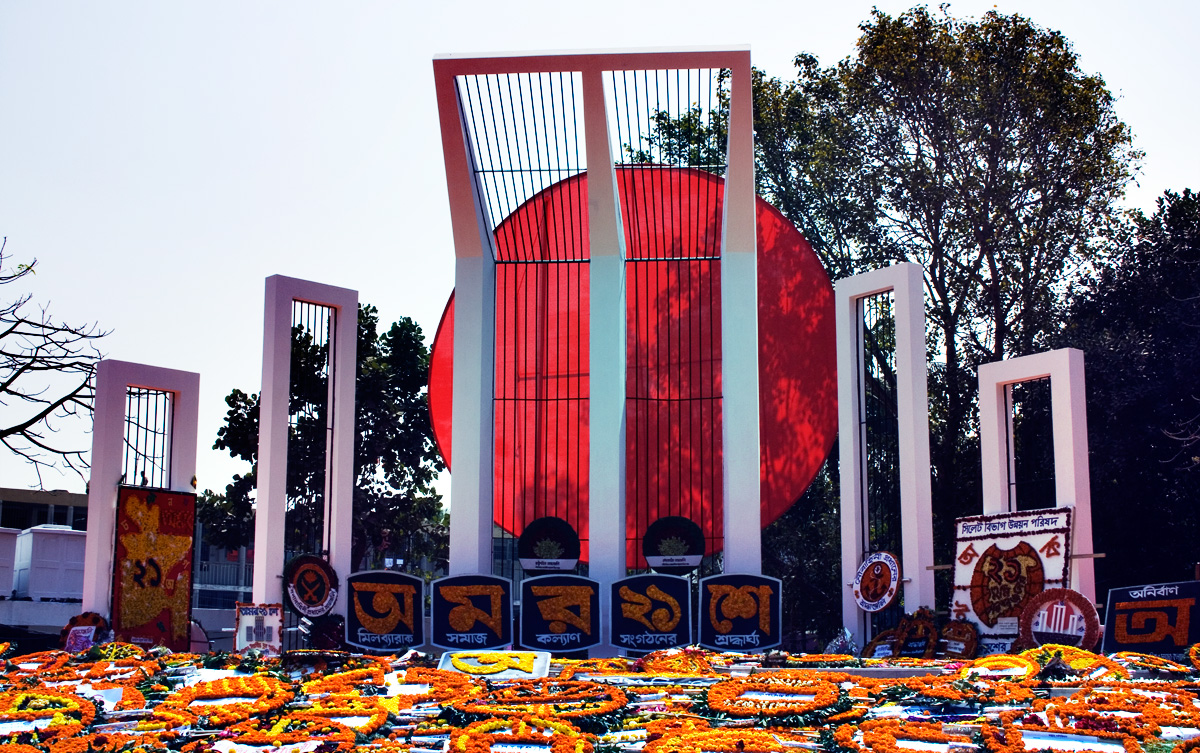
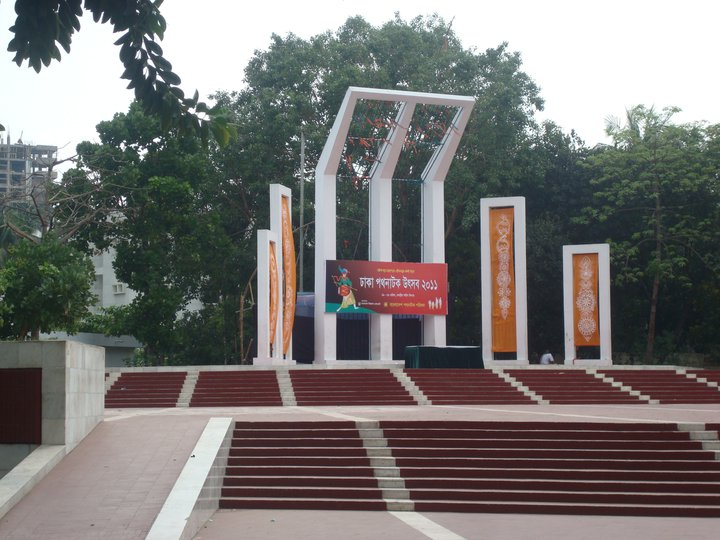